# Église Saint-Nicolas de Saint-Nicolas-Courbefy
L'église de Saint-Nicolas-Courbefy est une église catholique située dans la commune de Bussière-Galant, en France.

## Localisation
L'église est située dans le département français de la Haute-Vienne, sur la commune de Bussière-Galant dans le village Saint-Nicolas-Courbefy.

## Historique
L'église est fondée en 1127. Cet un édifice à nef unique. La couverture a probablement été modifié au XVIIe siècle.
Elle est inscrite au titre des monuments historiques (à l'exception de sa toiture) le 22 mai 2003.

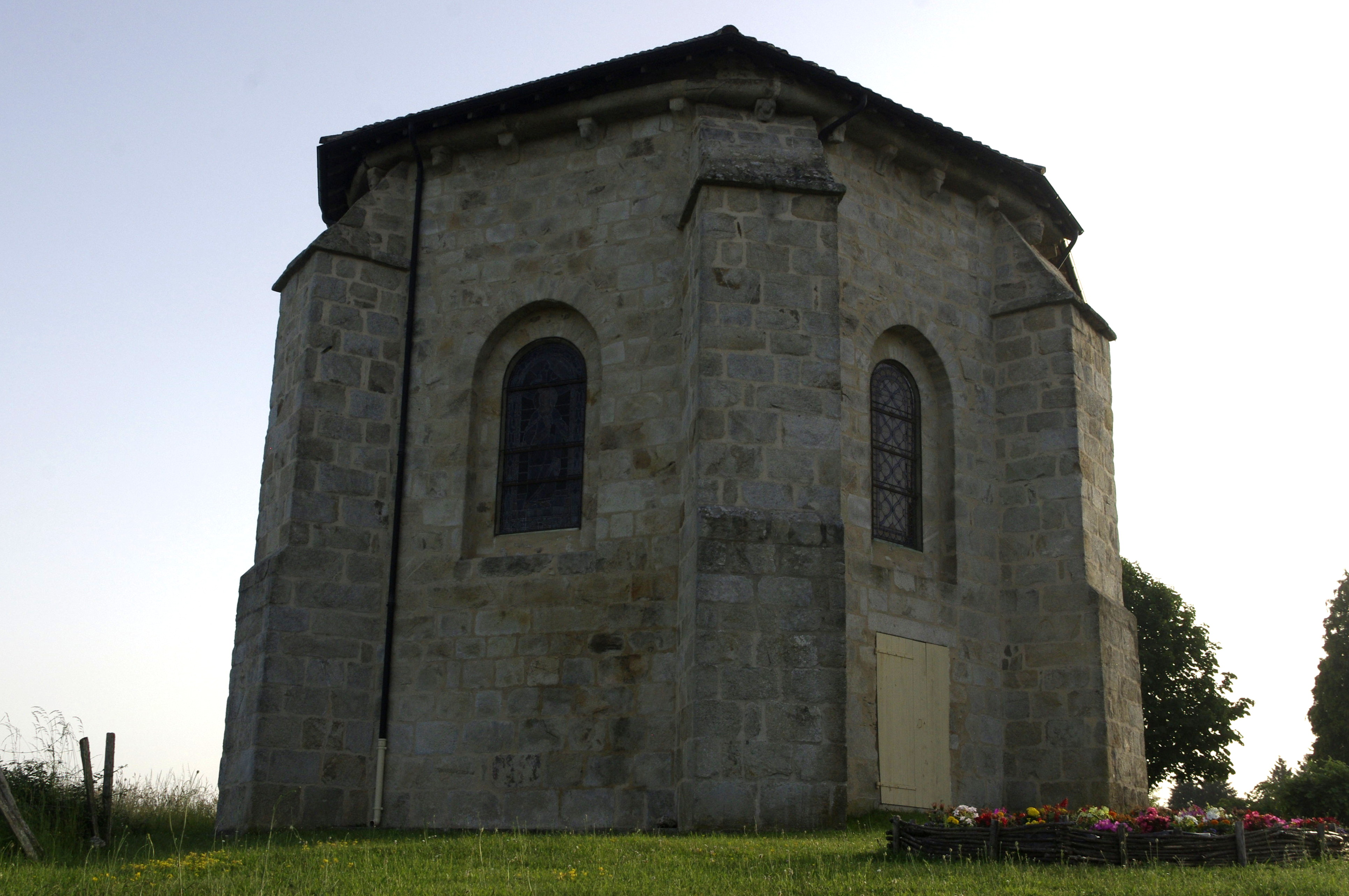
L'église Saint Nicolas